# Nuoto ai campionati mondiali di nuoto 2024 - 400 metri misti femminili
La gara degli 400 metri misti femminili dei campionati mondiali di nuoto 2024 si è svolta il 18 febbraio 2024 presso l'Aspire Dome di Doha.

## Podio
| Pos.    | Atleta             | Nazione       |
| ------- | ------------------ | ------------- |
| Oro     | Freya Colbert      | Gran Bretagna |
| Argento | Anastasia Gorbenko | Israele       |
| Bronzo  | Sara Franceschi    | Italia        |

## Record
Prima della manifestazione il record del mondo (RM) e il record dei campionati (RC) erano i seguenti.
|  | 4'25"87 | Summer McIntosh | 1º aprile 2023 Toronto |
|  | 4'27"11 | Summer McIntosh | 30 luglio 2023 Fukuoka |

Durante la competizione non sono stati migliorati record.

## Programma
| Data             | Ora (UTC+3) | Turno    |
| ---------------- | ----------- | -------- |
| 18 febbraio 2024 | 9:50        | Batterie |
| 18 febbraio 2024 | 20:19       | Finale   |

## Risultati

### Batterie
| Pos. | Batteria | Corsia | Atleta                | Nazionalità   | Tempo       | Note |
| ---- | -------- | ------ | --------------------- | ------------- | ----------- | ---- |
| 1    | 2        | 7      | Tessa Cieplucha       | Canada        | 4'40"80     | Q    |
| 2    | 2        | 2      | Anja Crevar           | Serbia        | 4'41"11     | Q    |
| 3    | 3        | 4      | Freya Colbert         | Gran Bretagna | 4'42"33     | Q    |
| 4    | 2        | 5      | Cyrielle Duhamel      | Francia       | 4'42"68     | Q    |
| 5    | 3        | 6      | Anastasia Gorbenko    | Israele       | 4'42"79     | Q    |
| 6    | 2        | 6      | Ichika Kajimoto       | Giappone      | 4'42"85     | Q    |
| 7    | 2        | 3      | Boglárka Kapás        | Ungheria      | 4'43"53     | Q    |
| 8    | 2        | 4      | Sara Franceschi       | Italia        | 4'43"61     | Q    |
| 9    | 3        | 2      | Lilla Bognar          | Stati Uniti   | 4'44"22     |      |
| 10   | 3        | 5      | Ella Jansen           | Canada        | 4'44"93     |      |
| 11   | 3        | 0      | Kristen Romano        | Porto Rico    | 4'45"78     |      |
| 12   | 2        | 8      | Mao Yihan             | Cina          | 4'46"88     |      |
| 13   | 3        | 1      | Kayla Han             | Stati Uniti   | 4'47"12     |      |
| 14   | 3        | 7      | Agostina Hein         | Argentina     | 4'47"45     |      |
| 15   | 3        | 8      | Gabrielle Roncatto    | Brasile       | 4'48"44     |      |
| 16   | 3        | 9      | Zuzanna Famulok       | Polonia       | 4'48"53     |      |
| 17   | 2        | 1      | Kamonchanok Kwanmuang | Thailandia    | 4'49"11     |      |
| 18   | 2        | 0      | Xiandi Chua           | Filippine     | 4'51"01     |      |
| 19   | 3        | 3      | Kiah Melverton        | Australia     | 4'53"82     |      |
| 20   | 1        | 4      | Gwinn Applejean       | Taipei cinese | 5'00"08     |      |
| 21   | 1        | 3      | Karin Belbeisi        | Giordania     | 5'20"71     |      |
| DNS  | 1        | 5      | Nikoleta Trníková     | Slovacchia    | Non partita |      |

### Finale
| Pos. | Corsia | Atleta             | Nazionalità   | Tempo   | Note |
| ---- | ------ | ------------------ | ------------- | ------- | ---- |
|      | 3      | Freya Colbert      | Gran Bretagna | 4'37"14 |      |
|      | 2      | Anastasia Gorbenko | Israele       | 4'37"36 |      |
|      | 8      | Sara Franceschi    | Italia        | 4'37"86 |      |
| 4    | 5      | Anja Crevar        | Serbia        | 4'38"93 |      |
| 5    | 1      | Boglárka Kapás     | Ungheria      | 4'39"78 |      |
| 6    | 6      | Cyrielle Duhamel   | Francia       | 4'41"95 |      |
| 7    | 4      | Tessa Cieplucha    | Canada        | 4'43"02 |      |
| 8    | 7      | Ichika Kajimoto    | Giappone      | 4'43"61 |      |